# Лоцмейстерский пост (Ростов-на-Дону)
Лоцмейстерский пост — здание, перенесённое с острова Перебойный (Азовский район) в Ростов-на-Дону, объект культурного наследия России. Здание расположено на левом берегу Дона, у разводного железнодорожного моста. В этом здании на острове Перебойном под руководством А. С. Попова была установлена первая в Российской империи гражданская станция беспроволочного телеграфа.

## История
Выгодное географическое расположение Азовского моря — близость его к богатым хлебным районам, к центрам угольной и металлургической промышленности, способствовали развитию морских торговых перевозок и созданию сети портов на его побережье, среди которых первое место по экспортным перевозкам и второе место по малому каботажу (после Мариуполя, где этот показатель определялся в основном вывозом угля в порты Чёрного моря) занимал порт Ростова-на-Дону.
Важность этого порта во внешнеторговых отношениях Российской империи во второй половине XIX века потребовала мер по обеспечению условий для регулярного мореплавания на линии Ростов-на-Дону — Таганрогский рейд. Для расчистки и поддержания гирл Дона «в удобном для судов состоянии, а также наблюдения за самим проходом судов в видах установления правильного в этом отношении порядка» 29 апреля 1865 года был учреждён Комитет для очистки и содержания донских гирл.
Одной из задач Комитета было наблюдение за положением и изменением уровня воды в донских гирлах и информирование об этом судов, идущих в обоих направлениях, а также грузоотправителей и судовладельцев в Ростове-на-Дону. Для этого при выходе из гирла Егурча в Таганрогский залив находился гирловый плавучий маяк, ведущий наблюдение за уровнем воды и служащий ориентиром для определения местоположения судов при входе в канал. На острове Перебойном в 1891 году было построено деревянное одноэтажное здание с венчающей его центральной ротондой и мачтой на её крыше. Это был полицейско-лоцмейстерский пост, где располагались таможенный пост, метеорологическая станция со штормовыми предостережениями и телеграфная контора для связи с администрацией Ростовского порта. В порту у железнодорожного моста через Дон была установлена баржа.
На плавучем маяке периодически в течение суток производился контроль уровня воды в канале, сведения о глубине и тенденции её изменения с помощью сигнальной связи (днём — шарами, а ночью — фонарями, поднятыми на мачте маяка) доводились до проходящих судов. Начальник лоцмейстерского поста (здесь на мачте поднимались визуальные знаки с цифрами) 3 раза в день по телефону передавал эти данные в порт, откуда они сообщались на баржу, где флагами и шарами на мачте оповещались находившиеся в порту суда о состоянии воды в гирлах на данный момент.
В 1901—1916 годах между лоцмейстерским постом и плавучим маяком (на расстоянии до 12 км) действовала радиотелеграфная связь.
В конце 1940-х годов деревянное здание лоцмейстерского поста разобрали и вновь собрали (несколько изменив облик) на левом берегу Дона вблизи ростовского железнодорожного моста, передав водной станции «Динамо». На месте бывшего лоцмейстерского поста на острове Перебойном построили небольшой каменный домик, который неоднократно перестраивался. В 1956 году на доме была установлена мемориальная доска с текстом:

Здесь, в здании лоцмейстерского поста, в сентябре 1901 г. изобретатель радио, великий русский учёный А. С. Попов принимал радиопередачу через первую гражданскую радиостанцию.
По состоянию на 1990-е годы остров Перебойный находился на некотором расстоянии от действующего тогда главного судоходного фарватера Дона. В доме на месте лоцмейстерского поста, размещался один из постов рыбоохраны. В 2009 году мемориальная доска была обновлена.

## Радиотелеграф
Комитет донских гирл, обсуждая на своём заседании 10 сентября 1900 года проект углубления и удлинения главного судоходного канала гирл, отметил, «что оптическая сигнализация с плавучего маяка, стоящего у выхода из канала в Азовское море, на лоцмейстерский пост, находящийся на берегу на о. Перебойном, становится всё затруднительнее и ведёт иногда к нежелательным ошибкам, а потому Комитет решил заменить эту сигнализацию более совершенной системой беспроволочного телеграфа, отдав при этом предпочтение системе русского изобретателя» А. С. Попова с установкой одной станции на плавучем маяке, а второй — в помещении телеграфной конторы на острове Перебойном.
Предстояло решить три задачи: получить согласие на сооружение и работу станций у Морского ведомства, представить соответствующий проект в Главное управление почт и телеграфов (ГУПиТ) для получения от него разрешение на открытие и эксплуатацию станций и найти подрядчика на их сооружение. В ответ на обращение в Морское ведомство Главное управление кораблестроения и снабжений от 23 октября 1900 года уведомило Комитет, что с их стороны препятствий к сооружению и эксплуатации станций «не встречается».
В июне 1901 года Комитет запросил у Ростовского почтово-телеграфного округа разрешение на сооружение станций в донских гирлах «с сигнализационными целями» и передачу распоряжений для оказания помощи судам, идущим к плавучему маяку с моря — передача какой-либо другой информации не предполагалась. ГУПиТ своим предписанием от 14 июля 1901 года разрешил сооружение станций. Эту работу было решено выполнить хозяйственным способом (собственными силами), поэтому Комитет 9 ноября 1900 года обратился за помощью к А. С. Попову, который согласился вместе с П. Н. Рыбкиным выполнить монтаж и настройку станций на острове Перебойный и плавучем маяке.
Летом 1901 года Попов и Рыбкин производили опыты по беспроводной телеграфии на кораблях Черноморского флота. До начала опытов Попов в конце мая прибыл в Ростов-на-Дону для изучения обстановки и дачи указаний по выполнению подготовительных работ. Во второй половине августа 1901 года он получил письмо от фирмы французского предпринимателя Э. Дюкрете, где сообщалось, что заказанная Комитетом донских гирл аппаратура (две станции) отправлена из Парижа 12 августа 1901 года:154. По окончании опытов на Чёрном море Попов и Рыбкин прибыли в Ростов-на-Дону. К 14 октября 1901 года установка аппаратуры и антенн была в основном закончена, до 2 ноября проверялась связь и проводилась настройка, после чего действие станций «было сочтено установившимся и открытым». Станция на острове Перебойном получила название «Лоцмейстерский пост», а на плавучем маяке — «Маяк». Связь успешно работала до окончания навигации, с закрытием которой 18 ноября маяк был отбуксирован в Ростов-на-Дону.
С открытием навигации 1902 года плавучий маяк был вновь установлен в Таганрогском заливе и связь возобновилась, но была неустойчивой в основном из-за помех от грозовых разрядов и плохой работы приёмника на маяке. Тем не менее с 1 апреля по 1 июня было передано около 330 сообщений, после чего из-за «поломки аппарата» связь пропала. С 1 по 15 июня технический персонал Комитета донских гирл пытался наладить работу станций, но 17 июня связь прекратилась полностью. Об этом было сообщено Попову, который в середине августа прибыл в Ростов-на-Дону, отремонтировал и настроил станцию. В одном из писем с острова Перебойный он сообщил в Петербург: «Все обстоит благополучно. Надеюсь скоро привести здесь всё в порядок и уехать дальше». К 20 августа 1902 года связь была восстановлена. В ряде источников сообщается, что Попов также провёл опыты по увеличению радиуса действия передатчика. Аппаратура с маяка была перенесена на «Ледокол донских гирл», который вышел в море. Расстояние между передатчиком и приёмником увеличилось до 40 км, но связь была устойчивой, несмотря на плохую погоду.
С весны 1903 года по рекомендации Попова «надзор и обслуживание» станций были поручены приглашённым для этого бывшим корабельным минёрам, знакомым с электротехникой по учёбе в Минном офицерском классе в Кронштадте. Связь стала значительно надёжней и устойчивей и действовала, судя по имеющимся документам, до 1916 года (после начала Первой мировой войны станции были переданы военному ведомству).